# Ahmed Alaaeldin
Ahmed Alaaeldin (31 de janeiro de 1993), também conhecido como Ahmed Alaa, é um futebolista catari que atua como atacante. Atualmente joga pelo Al-Gharafa.

## Vida pessoal
Ahmed Alaaeldin chegou ao Catar quando tinha 10 anos. Seu pai, um engenheiro civil egípcio, trouxe sua família para o Catar em 2003.

## Carreira no clube
Alaaeldin começou sua carreira profissional no Al-Rayyan em 2010. Em julho de 2017, ingressou no Al-Gharafa.

## Carreira internacional
Alaaeldin fez parte da equipe sub-22 do Catar que disputou o Torneio Internacional de Toulon de 2015 aonde disputou quatro partidas, as quatro como titular. Também disputou a Campeonato Asiático de Futebol Sub-23 de 2016 aonde marcou 6 gols em seis partidas, se consagrando o artilheiro da competição. Fez a sua estreia na seleção principal em um amistoso contra a Albânia em 29 de maio de 2016.[carece de fontes?] Foi convocado para disputar a Copa do Mundo FIFA de 2022.

### Gols pela seleção
Placares e resultados listam a contagem de gols do Catar primeiro.
| Nº | Data                   | Local                                      | Oponente  | Placar | Resultado | Competição |
| -- | ---------------------- | ------------------------------------------ | --------- | ------ | --------- | ---------- |
| 1. | 5 de outubro de 2017   | Estádio Jassim Bin Hamad, Doha, Catar      | Singapura | 3–1    | 3–1       | Amistoso   |
| 2. | 23 de dezembro de 2018 | Estádio Internacional Khalifa, Doha, Catar | Jordânia  | 2–0    | 2–0       | Amistoso   |

## Títulos

### Clube
Al-Rayyan
- Qatari Stars League: 2015–16
- Copa do Catar: 2012
- Copa do Emir do Catar: 2011, 2013
- Copa Sheikh Jassim do Catar: 2013

Al-Gharafa
- Qatari Stars Cup: 2017–18, 2018–19

### Internacional
Catar
- Copa da Ásia: 2019, 2023